# Бердников Роман Сергійович
Роман Сергійович Бердников (рос. Роман Сергеевич Бердников; 18 липня 1992, м. Омськ, СРСР) — російський хокеїст, правий нападник. Виступає за DVTK Jegesmedvék у Ерсте лізі.
Хокеєм почав займатися у 1997 році. Вихованець хокейної школи «Авангард» (Омськ). Виступав за «Авангард-2» (Омськ), «Овен Саунд-Еттек» (ОХЛ), «Омські Яструби», «Авангард» (Омськ), «Єрмак» (Ангарськ).
У чемпіонатах КХЛ — 102 матчі (7+10).
У складі юніорської збірної Росії учасник чемпіонату світу 2010.
Досягнення
- Срібний призер чемпіонату Росії (2012)
- Чемпіон ОХЛ (2011).
- Володар Кубка Харламова (2012, 2013)